# Dvärgpingvin
Dvärgpingvin (Eudyptula minor) är en kolonihäckande havsfågel inom familjen pingviner och den enda arten i släktet dvärgpingviner. Den förekommer på Nya Zeeland och södra Australien och uppvisar regionala skillnader i morfologi, dräktkaraktärer och häckningsekologi.

## Utbredning och systematik
Dvärgpingvinen beskrevs första gången 1781 av den tyske naturvetaren Johann Reinhold Forster. Den förekommer på Nya Zeeland samt södra Australien och på Tasmanien. 
Traditionellt har taxonet delats upp i sex underarter och denna indelning följer fortfarande Clements et. al, 2018:
- Eudyptula minor novaehollandiae (Stephens, 1826) – häckar i South Australia och på Tasmanien
- Eudyptula minor iredalei (Mathews, 1911) – häckar på norra Nordön på Nya Zeeland
- Eudyptula minor variabilis (Kinsky & Falla, 1976) – häckar på södra Nordön och på Cooköarna
- Eudyptula minor albosignata (Finsch, 1874) – häckar på östra Sydön på Nya Zeeland.
- Eudyptula minor minor – nominatformen häckar på västra och södra Sydön och på Stewart Island
- Eudyptula minor chathamensis (Kinsky & Falla, 1976) – endemisk för Chatham Islands

Vissa inkluderar iredalei i variabilis.
Dvärgpingvinens taxonomi är under diskussion. Detta grundar sig på att arten uppvisar så pass stora regionala skillnader i morfologi, dräktkaraktärer och häckningsekologi att visa taxonomer har delat upp taxonet i de två arterna dvärgpingvin (E. minor) och "nyzeeländsk dvärgpingvin" (E. albosignata). Den nyzeeländska dvärgpingvinen har vita vingar vilket gör att vissa istället beskriver den som en morf av dvärgpingvin.
Data från en studie av mitokondrie-DNA genomförda av Banks et al. 2002 indikerade att det verkligen rör sig om två arter och att den nyzeeländska arten då skulle kunna beskrivas med fyra underarter. Undersökningen visar att arten har sitt ursprung på Nya Zeeland och att kolonisationen av Australien skedde ganska sent och att dessa senare åter spred sig i Nya Zeeland.
En senare genomförd studie av mitokondrie-DNA verifierar Banks hypotes om artens ursprung och att den australiska populationen består av en underart. Men undersökningen indikerar också att det nyzeeländska taxonet inte bara är samma art utan att även den tidigare underartsindelningen baserad på morfologi och dräktkaraktärer förmodligen är felaktig.

## Utseende
Dvärgpingvinen blir cirka 35 cm hög och har en vingbredd på 10 cm. Den väger cirka 1,5 kg som vuxen. Dvärgpingvinen har blågråa vingar med en vit kant. Bröstet, halsen och hakan är vita och ryggen blågrå.

## Ekologi
Dvärgpingvinen häckar i kolonier och häckningstiden infaller i maj till oktober. Den lägger i genomsnitt två ägg som båda föräldrarna hjälper till att ruva. Äggen kläcks efter ungefär 36 dagar. Dess föda består till stor del av bläckfisk, räkor och fisk.

## Status och hot
Dvärgpingvinen har en stor och stabil världspopulation bestående av uppskattningsvis knappt en halv miljon vuxna individer. IUCN bedömer inte arten som hotad utan kategoriserar den som livskraftig (LC). Största hotet mot dvärgpingvinen är idag det industriella rovfisket som minimerar födan.